# Die Nanziger
Als Nanziger (französisch Nancéiens) wird eine Gruppe elsässischer (und einzelner lothringischer) autonomistischer Politiker bezeichnet, die zu Beginn des Zweiten Weltkriegs von den französischen Behörden in der Nähe von Nancy (Nanzig) inhaftiert wurden.

## Verhaftung
Im Oktober 1939 wurden die Wortführer des elsass-lothringischen Autonomismus verhaftet und in das Militärgefängnis von Nancy überführt. Ebenso wie der bereits im Februar 1939 verhaftete  Karl Roos wurden sie der „Spionage für den Feind“ angeklagt. Ein Prozess kam jedoch nicht mehr zustande.

## Verlegung nach Südfrankreich
Wegen des Vormarsches der deutschen Truppen wurde das Militärgefängnis am 14. Juni 1940 geräumt. Die „Nanziger“ wurden per Bus zunächst nach Dijon, dann nach Lyon transportiert. Dort wurden sie in zwei Gruppen aufgeteilt und nach Südfrankreich weiter geleitet.
Die erste Gruppe, bestehend aus:
- dem Führer der „Jungmannschaft“ Hermann Bickler
- den Straßburger Stadträten René Hauss, René Schlegel und Paul Schall (Mitglieder der Unabhängigen Landespartei)

wurde nach Privas verlegt.
Die zweite Gruppe mit:
- den Parlamentsabgeordneten (député) Jean-Pierre Mourer[1] (Wahlkreis Straßburg 2, Elsässische Arbeiter- und Bauernpartei), Joseph Rossé (Wahlkreis Colmar, Union populaire républicaine (UPR)) und Marcel Stürmel (Wahlkreis Altkirch, Union populaire républicaine (UPR))
- dem Generalrat (conseiller général) von Fénétrange, Département Moselle und Mitglied der Christlich-sozialen Volkspartei Lothringens Victor Antoni
- den „Jungmännern“ (Angehörigen der Jungmannschaft) Rudolf Lang, Pierre Bieber und Edmund Nussbaum
- dem Archivar der Stadt Straßburg, Joseph Brauner
- dem Generaldirektor der Städtischen Klinik (hôpital civil) von Straßburg, Joseph Oster
- Jean Keppi, Generalsekretär der Volkspartei und Camille Meyer, Redakteur der „Elsass-Lothringer Zeitung“ (ELZ), dem Presseorgan der Elsässische Arbeiter- und Bauernpartei

wurde nach Carcassonne verlegt.
Ein Sonderkommando der Abwehr der Wehrmacht wurde auf Initiative von Robert Ernst mit dem Auffinden der Gruppe beauftragt, und im Rahmen von Verhandlungen der Waffenstillstandskommission in Wiesbaden konnte deren Übergabe an deutsche Truppen am 17. Juli 1940 in Chalon-sur-Saône erreicht werden. Rossé, Schall und Bickler beschwerten sich später über die bedrückenden Umstände des Transports und über den „Sadismus“ ihrer Bewacher. Sie berichteten außerdem, dass ein Weitertransport nach Marseille vorgesehen gewesen sei, von wo aus sie zu ihrer Erschießung nach Algerien geschafft werden sollten. Die Beschießung des Transportschiffes durch die italienische Flotte habe ihren Abtransport aber verzögert. Die Wahrheit dieser Angaben konnte nie belegt werden.

## Das Manifest von Drei-Ähren(Manifeste des Trois-Épis)
Ins Elsass zurückgekehrt, wurde die Gruppe in einem Hotel in Trois-Épis von Robert Ernst erwartet. Während einer zweitägigen Klausur versuchte Ernst die „Nanziger“ für eine Tätigkeit im Elsässischen Hilfsdienst (EHD) beim Aufbau des nationalsozialistischen „Großdeutschland“ zu gewinnen, um sich mit diesen zusammen frühzeitig genügend politischen Einfluss im Sinne der Autonomisten zu sichern, was allerdings der badische Gauleiter Robert Wagner als Chef der deutschen Zivilverwaltung im Elsass und seine weitgehend aus Baden importierte Administration und politische Gefolgschaft dann zu verhindern wussten, so dass die „Nanziger“ letztlich nur einige Posten mittlerer Bedeutung erhielten.
Ernst legte der Gruppe eine Denkschrift zur Unterschrift vor, die am 18. Juli 1940 Hitler übermittelt wurde:

„Mein Führer!
Am heutigen Tag sind die Vorkämpfer unseres elsässischen und deutsch-lothringischen Volkes: Antoni, Bickler, Bieber, Brauner, Hauss, Keppi, Lang, Meyer, Mourer, Nussbaum, Oster, Rossé, Schall, Schlegel, Stürmel, aus französischen Kerkern befreit auf elsässischem Boden eingetroffen. Sie hatten nur das eine Verbrechen auf sich geladen, ihrem Volkstum, der deutschen Art der Alemannen und Franken zwischen Rhein und Vogesen, an Saar und Mosel die Treue zu halten. Friede und Recht, Verständigung zwischen dem deutschen und französischen Volke war allen seelischen Belastungen zum Trotz ihr Streben, bis Frankreich in unglaublicher Verblendung den Krieg gegen das deutsche Volk vom Zaune brach und damit selbst diesen entsagungsvollen Versuch endgültig zurückwies. Vereint mit diesen Männern bitten heute Zehntausende Vertrauensmänner, die im Elsässischen Hilfsdienst zum Dienste für Volk, Reich und Führer zusammengetreten sind und mit ihnen Hunderttausende um die Eingliederung ihrer Heimat in das Großdeutsche Reich im Gedenken an den unter französischen Kugeln gefallenen Dr. Karl Roos.“

Die zu Beginn namentlich Erwähnten unterzeichneten das Manifest. Sie galten deswegen in Frankreich als Landesverräter und die Überlebenden wurden nach Kriegsende dementsprechend juristisch belangt.

## Karrieren bis zum Ende des Krieges
Vom 28. November bis zum 2. Dezember 1940 traten die „Nanziger“ auf Einladung von Reichsinnenminister Wilhelm Frick eine Informationsreise nach Berlin an. Empfangen wurden sie dabei u. a. von Frick, Otto Meissner, Hans Heinrich Lammers und Heinrich Himmler. Mit Himmler besuchten sie das KZ Sachsenhausen, wo ihnen demonstriert werden sollte, dass ausländische Berichte über deutsche Konzentrationslager nur Erfindungen seien. Am 30. Oktober 1941 nahmen Ernst, Schall, Bickler, Schlegel und Mourer im Beisein von Karl Haushofer und Franz Ritter von Epp in München an der jährlichen Gedenkfeier zum Hitlerputsch teil, um das Andenken ihres politischen Weggefährten Karl Roos als eines weiteren „Blutzeugen“ des Nationalsozialismus zu ehren. Am 23. November 1941 wurden die „Nanziger“ zu „Ehrenbürgern“ der neugegründeten Reichsuniversität Straßburg ernannt. Von 1941 bis 1943 wurden jährlich von Gauleiter Wagner und von Straßburgs Bürgermeister Ernst ihnen zu Ehren Festbankette veranstaltet.
Einige „Nanziger“ wurden in ihre vorherigen beruflichen Stellungen wieder eingesetzt (Brauner, Oster). Andere erhielten NSDAP-Kreisleiter-Status: Bickler in Straßburg, Hauss in Hagenau, Lang in Zabern, Nussbaum in Molsheim, Mourer in Mülhausen. Diese Positionen waren finanziell nicht sehr lukrativ, außerdem wurden die Ernennungen jeweils nur kommissarisch ausgesprochen. Stürmel wurde Beigeordneter und Stadtrat in Mulhouse, Antoni wurde Bürgermeister in Finstingen. Schall wurde zum stellvertretenden Hauptschriftleiter der parteioffiziellen Zeitung Straßburger Neueste Nachrichten ernannt und Rossé wurde Leiter des Entschädigungsamtes für „Vorkämpfer des Deutschtums“ im Elsass und schließlich Generaldirektor des Alsatia-Verlags in Colmar. Die meisten „Nanziger“ wurden in der Nachkriegszeit von französischen Gerichten wegen Kollaboration und Landesverrat verurteilt.